# Thizz Iz Allndadoe
Thizz Iz Allndadoe — одинадцятий студійний альбом американського репера Keak da Sneak, виданий лейблами Thizz Entertainment, All in da Doe та City Hall Records 18 липня 2006 р. Платівка є першим релізом на Thizz Entertainment, одному з найбільших гайфі-лейблів Каліфорнії. 
Виконавчі продюсери: Андреа Гікс, Keak da Sneak і Кертіс Нельсон. У записі платівки взяли участь Мек Дре, Mistah F.A.B., PSD та ін. 21 квітня 2009 р. вийшов сиквел Thizz Iz Allndadoe, Vol. 2.

## Список пісень
1. «Who Started Hyphy» (з участю Mac Dre та PSD) — 4:03
2. «Stunna Shadez On» — 3:22
3. «Again» (з участю Ike Dola) — 2:47
4. «Allndadoe» (з участю The Farm Boyz) — 3:47
5. «Bout It, bout It» — 2:54
6. «The Originals» (з участю The Farm Boyz) — 3:58
7. «4 Freaks» (з участю Mistah F.A.B., Turf Talk, Droop-E та DJ Shadow) — 4:29
8. «Doin' It Well» (з участю The Farm Boyz та Dubee) — 3:58
9. «My Life» — 1:45
10. «What, What» (з участю Messy Marv та Young Dru) — 3:25
11. «Messenger» — 4:19
12. «F tha Dogg» — 1:50
13. «Undaworld Ties» (з участю Rydah J. Klyde) — 3:59